# Bredo
Bredo is een geslacht van wantsen uit de familie van de Reduviidae (Roofwantsen). Het geslacht werd voor het eerst wetenschappelijk beschreven door Henri Schouteden in 1931.

## Soorten
Het genus bevat de volgende soorten:

- Bredo ivorensis Villiers, 1965
- Bredo katangensis Schouteden, 1931